# Panstrongylus rufotuberculatus
Panstrongylus rufotuberculatus  es un insecto heteróptero y hematófago perteneciente a la familia Reduviidae,género Panstrongylus. La especie fue detectada solamente en numerosos países de América Central y América del Sur. Es una especie de importancia epidemiológica, ya que es un vector de la Enfermedad de Chagas, producida por la infección de Tripanosoma cruzi. Esta especie se diferencia de otras similares porque tiene patas marrones y pronoto marrón con tres manchas claras.

## Hábitat
Panstrongylus rufotuberculatus es una especie exclusivamente silvestre. No existen registros de su presencia en ambientes domiciliarios ni peridomiciliarios.

## Distribución
Presenta una distribución geográfica amplia que incluye varios países de Centro y Sudamérica, Argentina, Bolivia, Brasil, Colombia, Costa Rica, Ecuador, México, Panamá, Perú y Venezuela.  En Argentina únicamente se ha registrado en la provincia de Jujuy sin ser de relevancia epidemiológica.